# Paulus-Akademie Zürich
Die  Paulus-Akademie Zürich ist ein Forum für Religion, Ethik, Gesellschaft und Politik. Trägerin ist die Stiftung Paulus-Akademie. Die Paulus-Akademie wurde 1962 gegründet, inspiriert durch das Zweite Vatikanische Konzil. 1966 bezog die Akademie ihren von Justus Dahinden gebauten Sitz in Witikon; seit März 2020 befindet sich ihr Standort im Kulturpark in Zürich-West. 
Die Akademie ist die erste derartige von der Katholischen Kirche getragene Institution in der Schweiz. Ihren Namen leitet die Paulus-Akademie zum einen vom Apostel Paulus ab, dem als Völkerapostel Weltoffenheit attestiert wurde, zum anderen von Papst Paul VI.
Aufgabe der Paulus-Akademie ist die Förderung des Dialogs zu Fragen der Zeit in Kirche und Gesellschaft. Sie engagiert sich für die freie und mitverantwortliche Entfaltung des Menschen.
Seit Mitte 2020 beherbergt die Paulus-Akademie Zürich als Leihgabe der katholischen Kirche Zürich die Glasmalereien vom Luzerner Künstler Hans Erni, welche er einst für den Andachtsraum der ökumenischen und interreligiös gastfreundlichen Sihlcity-Kirche (2007–2019) in Zürich-Wiedikon angefertigt hatte.
Die Paulus-Akademie bietet Veranstaltungen für eine breite, interessierte Öffentlichkeit an, etwa Podien, Tagungen, Workshops, Referate und Studienreisen.
Die Arbeit ist in fünf Studienbereiche gegliedert:
- Philosophie und Politik, geleitet durch Csongor Kozma
- Theologie und Religion, geleitet durch Veronika Bachmann
- Wirtschafts- und Sozialethik, geleitet durch Dana Sindermann
- Umwelt- und Gesundheitsethik, geleitet durch Sebastian Muders
- Diversität und Teilhabe, vakant

## Leitung und Trägerschaft
Seit 1998 wird die Akademie durch die Stiftung Paulus-Akademie Zürich getragen. Stifter sind die Römisch-katholische Körperschaft des Kantons Zürich, das Generalvikariat Zürich und seit 2008 auch der Verband der Römisch-katholischen Kirchgemeinden der Stadt Zürich.
Während 35 Jahren prägte der promovierte Theologe Max Keller (1939–2014) die Paulus-Akademie wesentlich mit, von 1969 bis 1974 als Studienleiter, von 1975 bis zu seiner Pensionierung 2004 als Leiter. Anlässlich der Feier des 25-jährigen Dienstjubiläums von Max Keller würdigte der Sozialethiker Willy Spieler dessen Verdienste. Bis zu ihrer Pensionierung im Jahr 2006 war seine Gattin Brigit Keller, geb. Stocker, verantwortliche Studienleiterin an der Paulus-Akademie. Die 1942 in Zug geborene Germanistin, Kunsthistorikerin und Erwachsenenbildnerin, die 1999 den Marga Bührig-Anerkennungspreis erhielt, war für die Bereiche Frauenfragen / Frauenkultur und Literatur zuständig. Regelmässig veranstaltete sie Tagungen und Veranstaltungen, die sehr gut besucht wurden, ebenso wie die von ihr gegründeten Lesegruppen großen Zuspruch fanden.
Geleitet wurde die Paulus Akademie durch den Skandinavisten und früheren Journalisten Hans Peter von Däniken, und seit seiner Pensionierung im Herbst 2020 durch den Theologen und Wirtschaftsethiker Csongor Kozma.